# Stéphane Bruey
Stéphane Bruey (1. december 1932 – 31. august 2005) var en fransk fodboldspiller, der spillede som angriber. Han var på klubplan tilknyttet RC Paris, AS Monaco, Angers SCO og Olympique Lyon, og spillede desuden fire kampe for det franske landshold. Han var med på det franske hold ved VM i 1958 i Sverige.